# Leichtathletik-Weltmeisterschaften 2015/10.000 m der Männer

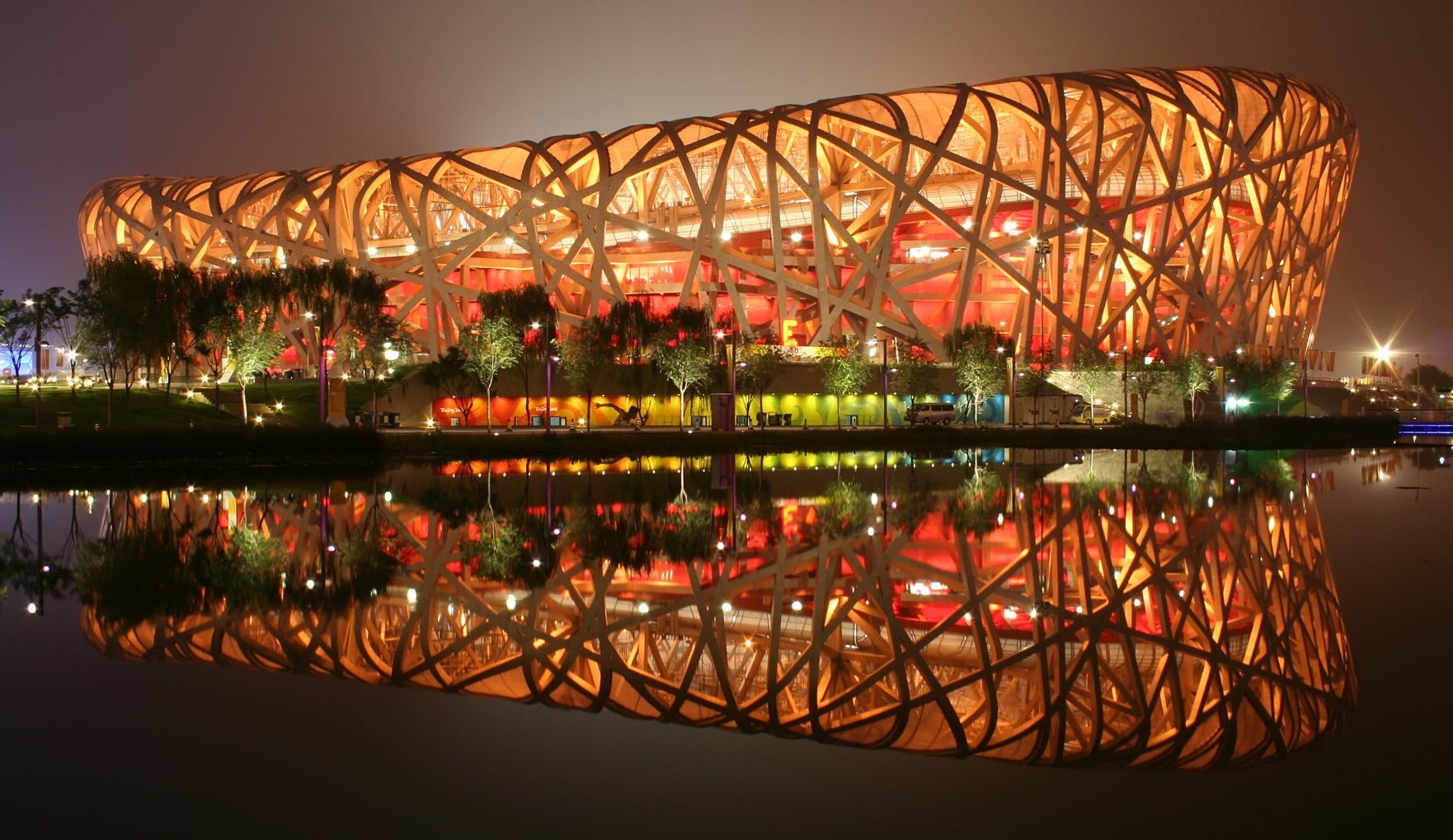
Das Nationalstadion Peking während der Weltmeisterschaften

Der 10.000-Meter-Lauf der Männer bei den Leichtathletik-Weltmeisterschaften 2015 wurde am 22. August 2015 im Nationalstadion der chinesischen Hauptstadt Peking ausgetragen.
Die Läufer aus Kenia errangen in diesem Wettbewerb mit Silber und Bronze zwei Medaillen.

Der hoch favorisierte britische Doppelolympiasieger von 2012 (5000/10.000 Meter) Mo Farah gewann seinen zweiten WM-Titel in Folge auf dieser Strecke. 2011 hatte er WM-Silber über 10.000 Meter gewonnen. Auch auf der kürzeren Bahn-Langstrecke über 5000 Meter war Farah nicht nur bei Olympischen Spielen sehr erfolgreich. Zweimal in Folge (2011/2013) hatte er dieses Rennen bei Weltmeisterschaften für sich entschieden und auch hier in Peking lag er eine Woche später wieder vorn. Darüber hinaus war er über 5000 Meter dreifacher Europameister (2010/2012/2014) und 2006 Vizeeuropameister. Über 10.000 Meter hatte er 2010 und 2014 den EM-Titel gewonnen.

Silber ging an Geoffrey Kamworor und Bronze errang Paul Kipngetich Tanui, der bei den Weltmeisterschaften 2013 ebenfalls Dritter geworden war.

## Bestehende Rekorde
| Weltrekord               | Kenenisa Bekele | 26:17,53 min | Brüssel, Belgien          | 26. August 2005 |
| Weltmeisterschaftsrekord | Kenenisa Bekele | 26:46,31 min | WM in Berlin, Deutschland | 17. August 2009 |

Der bestehende WM-Rekord wurde bei diesen Weltmeisterschaften nicht eingestellt und nicht verbessert.

## Ausgangssituation
Favorit dieses Rennens war der britische Titelverteidiger Mo Farah. Seine stärksten Gegner wurden in seinem US-amerikanischen Trainingskollegen Galen Rupp und den Läufern aus Kenia gesehen, unter anderem vertreten durch den Dritten der letzten Weltmeisterschaften Paul Tanui und den WM-Sechsten Bedan Karoki. Die Äthiopier dagegen waren diesmal nicht mehr ganz so stark einzuschätzen. Vizeweltmeister Ibrahim Jeilan, der WM-Fünfte Abera Kuma und die beiden Bekele-Brüder waren nicht mehr mit am Start.

## Rennverlauf

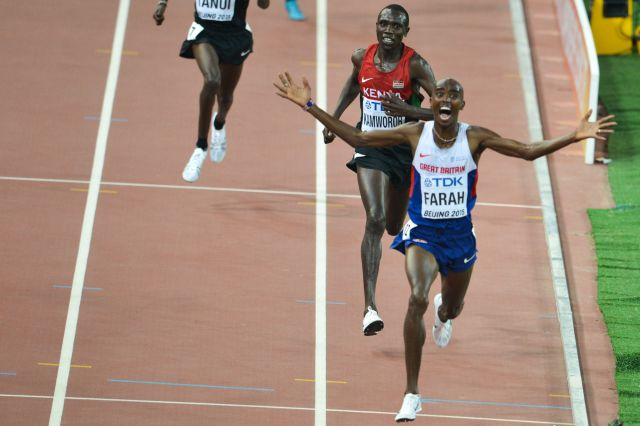
Zieleinlauf über 10.000 Meter

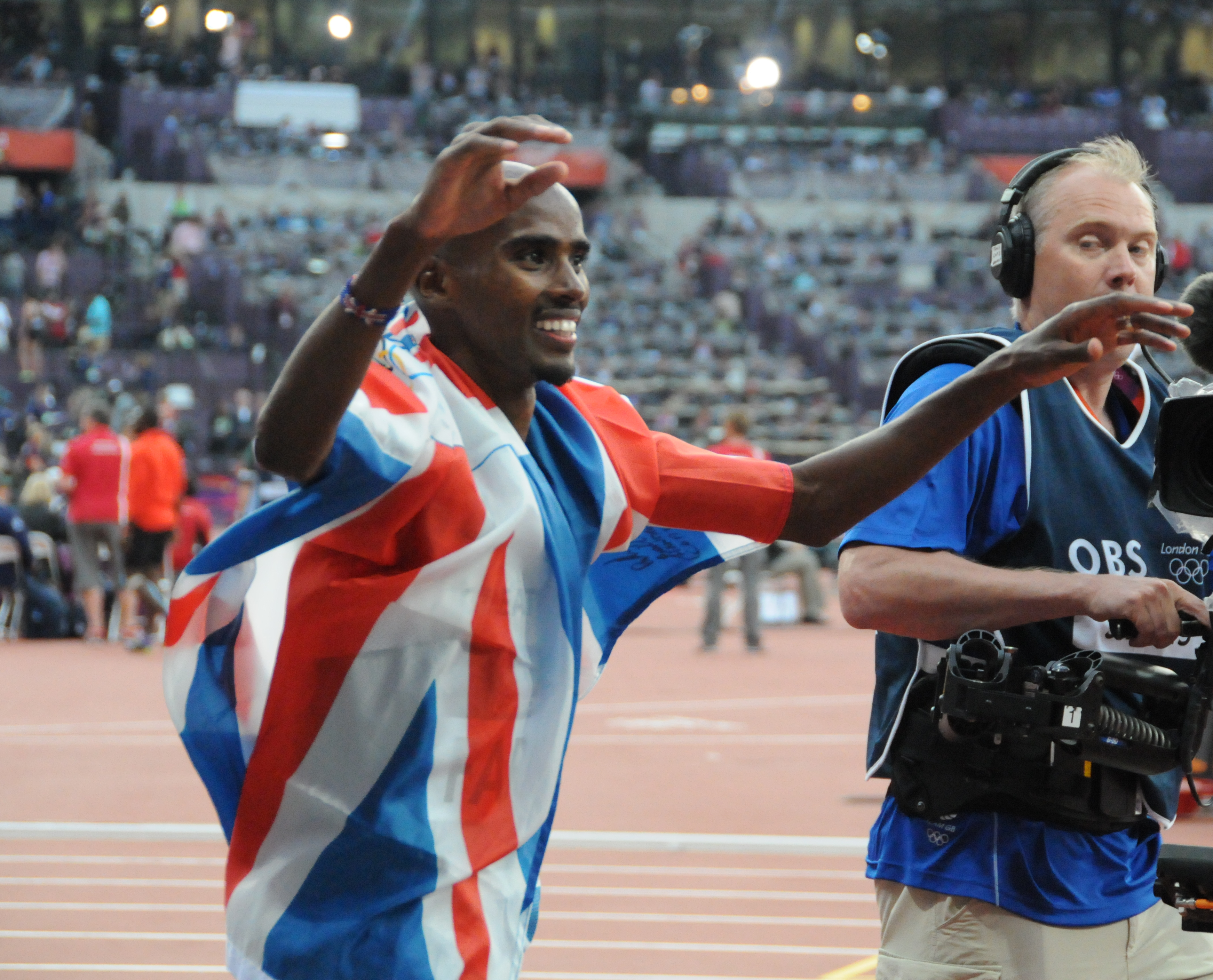
Weltmeister Mo Farah

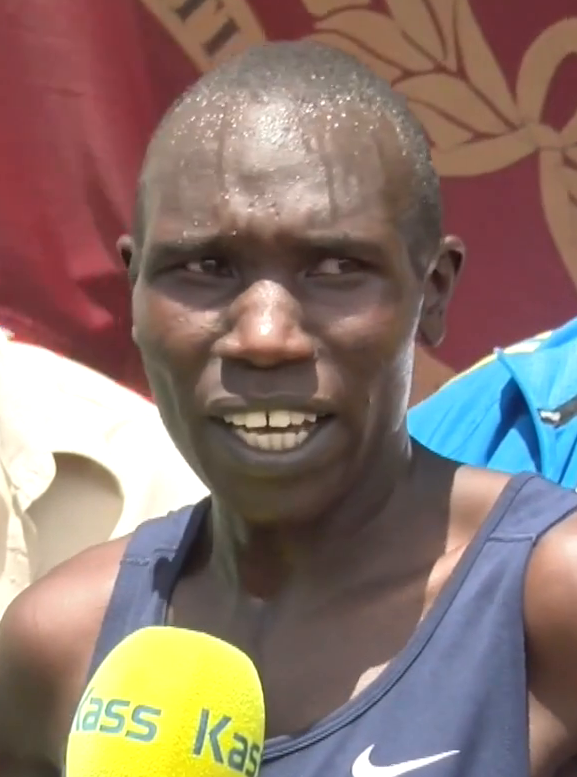
Vizeweltmeister Geoffrey Kamworor

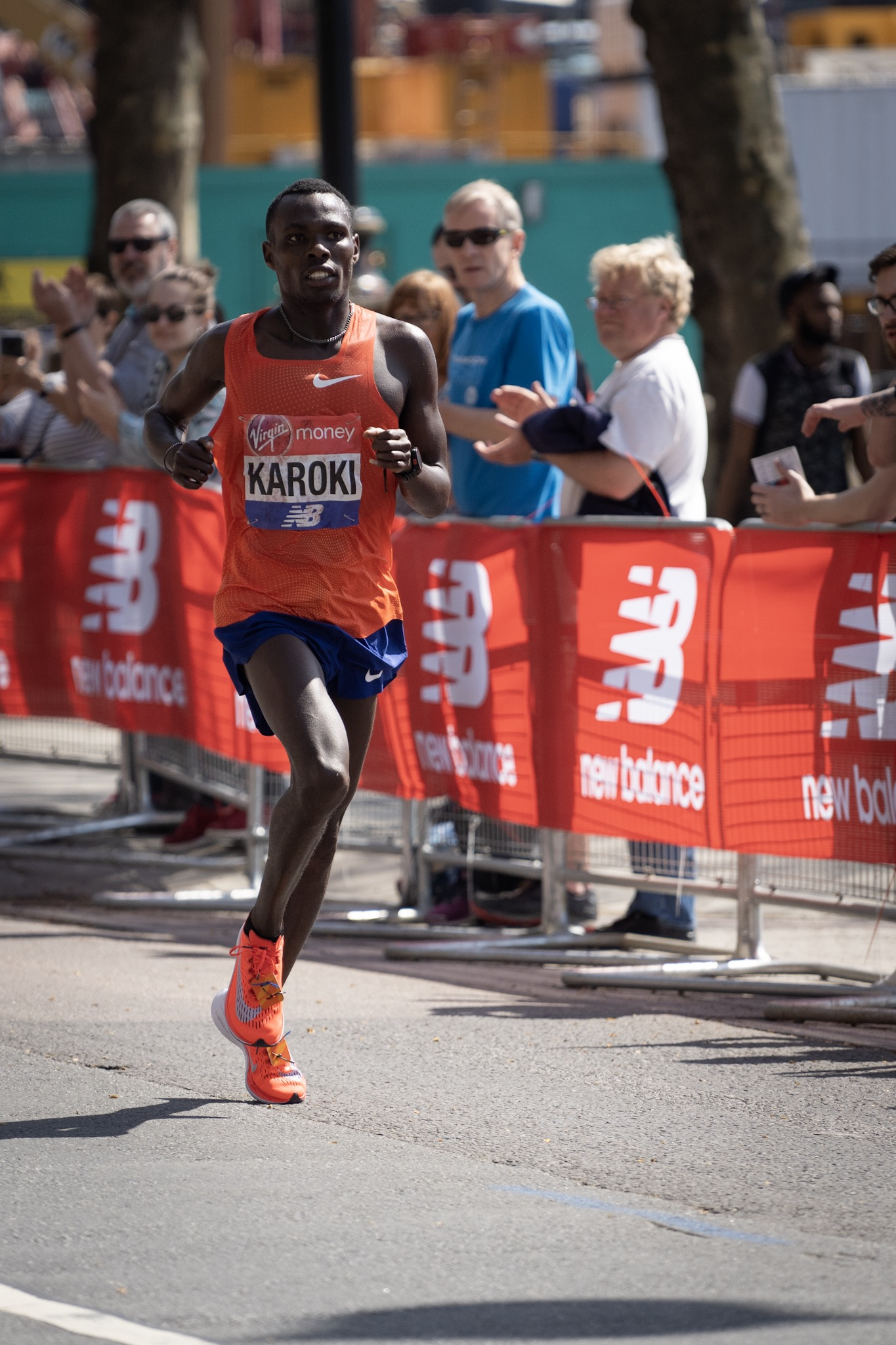
Bedan Karoki kam auf den vierten Platz

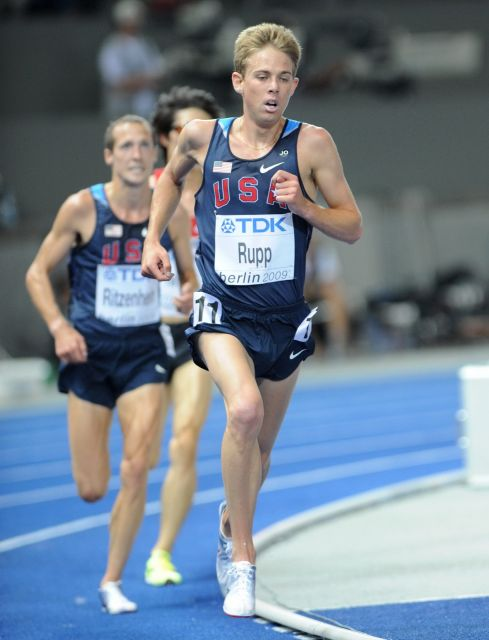
Galen Rupp belegte Rang fünf

22. August 2015, 20:50 Uhr Ortszeit (14:50 Uhr MESZ)
Nach ersten nicht besonders flotten tausend Meter mit Tanui als Führendem in 2:52,22 min wurde das Rennen richtig schnell. Sein Landsmann Geoffrey Kamworor führte das Feld an der 2000-Meter-Marke an, der zweite Kilometer wurde in 2:39,89 min zurückgelegt. Auch anschließend sorgten die Kenianer mit 1000-Meter-Abschnitten von circa 2:42 min für ein hohes Tempo. Anfangs blieb das Feld noch zusammen, doch nach dem dritten Kilometer wurde die Führungsgruppe allmählich kleiner.
Bis Kilometer sechs bestand diese Gruppe aus dreizehn Läufern, dann waren es nach kurzer Zeit mit den drei Kenianern Karoki, Kamworor und Tanui sowie Farah und Rupp nur noch fünf Spitzenreiter. Diese Fünf blieben bei gleichbleibend hohem Tempo bis zum Beginn der letzten Runde zusammen. In der ersten Kurve beschleunigte der hier führende Farah. Zunächst konnte nur der zweitplatzierte Kamworor dem Briten folgen. Aber Tanui stellte den Anschluss wieder her und setzte sich in der Zielkurve an die zweite Position hinter Farah. Die Lücke zu Rupp und Karoki wuchs derweil immer weiter an. Kurz vor der Zielgeraden konterte Tanui die Attacke seines Landsmanns und war damit wieder Zweiter.
Auf den letzten einhundert Metern spielte Mo Farah seine große Spurtkraft aus und wurde unangefochten zum zweiten Mal Weltmeister auf dieser Distanz. Ihm folgten Paul Tanui als Vizeweltmeister und Geoffrey Kamworor als Dritter. Der dritte Kenianer Bedan Karoki belegte Rang vier vor Galen Rupp. Mehr als dreißig Sekunden später erreichten die nächsten Läufer das Ziel. Abrar Osman aus Eritrea kam auf den sechsten Platz vor dem für die Türkei startenden Ali Kaya und Timothy Toroitich sowie Joshua Cheptegei, beide aus Uganda. Als bester Läufer der sonst in dieser Disziplin so erfolgreichen Äthiopier erreichte Muktar Edris als Zehnter das Ziel.
Mo Farah errang seinen zweiten Titel als Weltmeister über 10.000 Meter nach 2013 und nach seinem zweiten Platz bei den Weltmeisterschaften 2011. Es war sein erster WM-Titel hier in Peking. Eine Woche später sollte sein zweiter über 5000 Meter noch folgen.
| Zwischenzeiten      | Zwischenzeiten | Zwischenzeiten                                                               | Zwischenzeiten |
| Zwischenzeit- Marke | Zwischenzeit   | Führende(r)                                                                  | 1000-m-Zeit    |
| ------------------- | -------------- | ---------------------------------------------------------------------------- | -------------- |
| 1000 m              | 2:52,22 min    | Paul Tanui vor dem geschlossenen Feld                                        | 2:52,22 min    |
| 2000 m              | 5:32,11 min    | Geoffrey Kamworor vor dem geschlossenen Feld                                 | 2:39,89 min    |
| 3000 m              | 8:15,13 min    | Bedan Karoki vor einer großen Führungsgruppe                                 | 2:43,02 min    |
| 4000 m              | 10:57,62 min   | Geoffrey Kamworor in einer Dreizehnergruppe                                  | 2:42,49 min    |
| 5000 m              | 13:40,83 min   | Bedan Karoki in einer Dreizehnergruppe                                       | 2:43,21 min    |
| 6000 m              | 16:22,92 min   | Bedan Karoki in einer Dreizehnergruppe                                       | 2:42,09 min    |
| 7000 m              | 19:06,34 min   | Kamworor, Tanui, Farah, Rupp, Karoki – ca. 5 s Vorsprung vor den Verfolgern  | 2:43,42 min    |
| 8000 m              | 21:49,99 min   | Kamworor, Farah, Tanui, Karoki, Rupp – ca. 16 s Vorsprung vor den Verfolgern | 2:43,65 min    |
| 9000 m              | 24:32,30 min   | Kamworor, Farah, Tanui, Karoki, Rupp – ca. 17 s Vorsprung vor den Verfolgern | 2:42,31 min    |
| 10.000 m            | 27:01,13 min   | Mo Farah                                                                     | 2:28,73 min    |

## Ergebnis
| Platz | Athlet                | Land           | Zeit (min)  |
| ----- | --------------------- | -------------- | ----------- |
|       | Mo Farah              | Großbritannien | 27:01,13    |
|       | Geoffrey Kamworor     | Kenia          | 27:01,76    |
|       | Paul Kipngetich Tanui | Kenia          | 27:02,83    |
| 04    | Bedan Karoki          | Kenia          | 27:04,77 SB |
| 05    | Galen Rupp            | USA            | 27:08,91 SB |
| 06    | Abrar Osman           | Eritrea        | 27:42,21    |
| 07    | Ali Kaya              | Türkei         | 27:43,69    |
| 08    | Timothy Toroitich     | Uganda         | 27:44,90    |
| 09    | Joshua Cheptegei      | Uganda         | 27:48,89    |
| 10    | Muktar Edris          | Äthiopien      | 27:54,47    |
| 11    | Mosinet Geremew       | Äthiopien      | 28:07,50    |
| 12    | El Hassan el-Abbassi  | Bahrain        | 28:12,57    |
| 13    | Nguse Amlosom         | Eritrea        | 28:14,72    |
| 14    | Cameron Levins        | Kanada         | 28:15,19    |
| 15    | Hassan Mead           | USA            | 28:16,30    |
| 16    | Shadrack Kipchirchir  | USA            | 28:16,30 SB |
| 17    | Arne Gabius           | Deutschland    | 28:24,47    |
| 18    | Tetsuya Yoroizaka     | Japan          | 28:25,77    |
| 19    | Teklemariam Medhin    | Eritrea        | 28:39,26 SB |
| 20    | Stephen Mokoka        | Südafrika      | 28:47,40    |
| 21    | Aweke Ayalew          | Bahrain        | 29:14,55 PB |
| 22    | Kenta Murayama        | Japan          | 29:50,22    |
| 23    | Yūta Shitara          | Japan          | 30:08,35    |
| DNF   | Bashir Abdi           | Belgien        |             |
| DNF   | Ismail Juma           | Tansania       |             |
| DNF   | Imane Merga           | Äthiopien      |             |
| DNF   | Moses Kibet           | Uganda         |             |

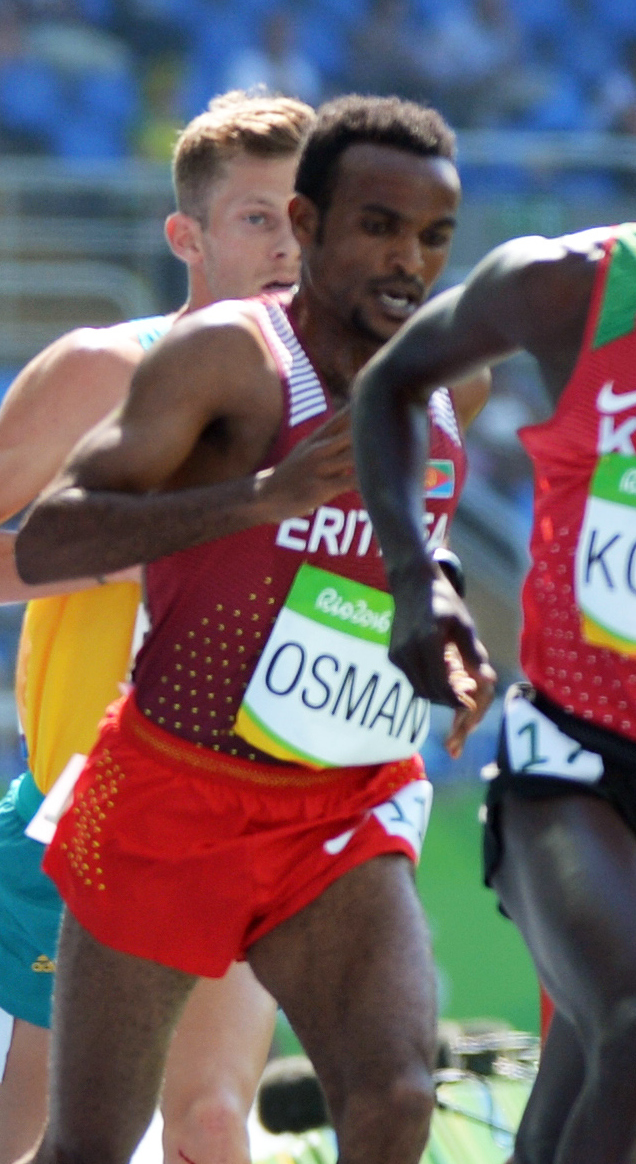
Abrar Osman erreichte den sechsten Platz
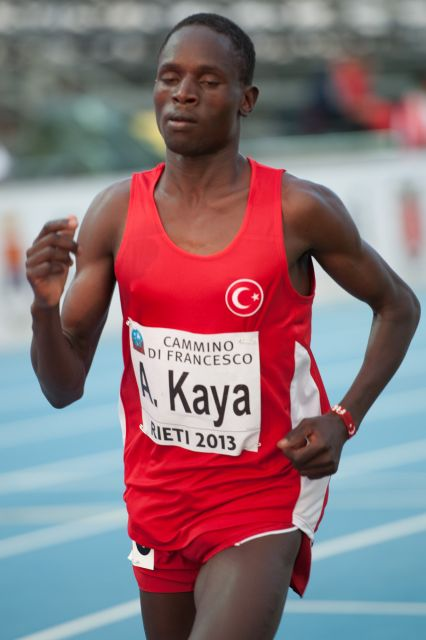
Ali Kaya wurde Siebter
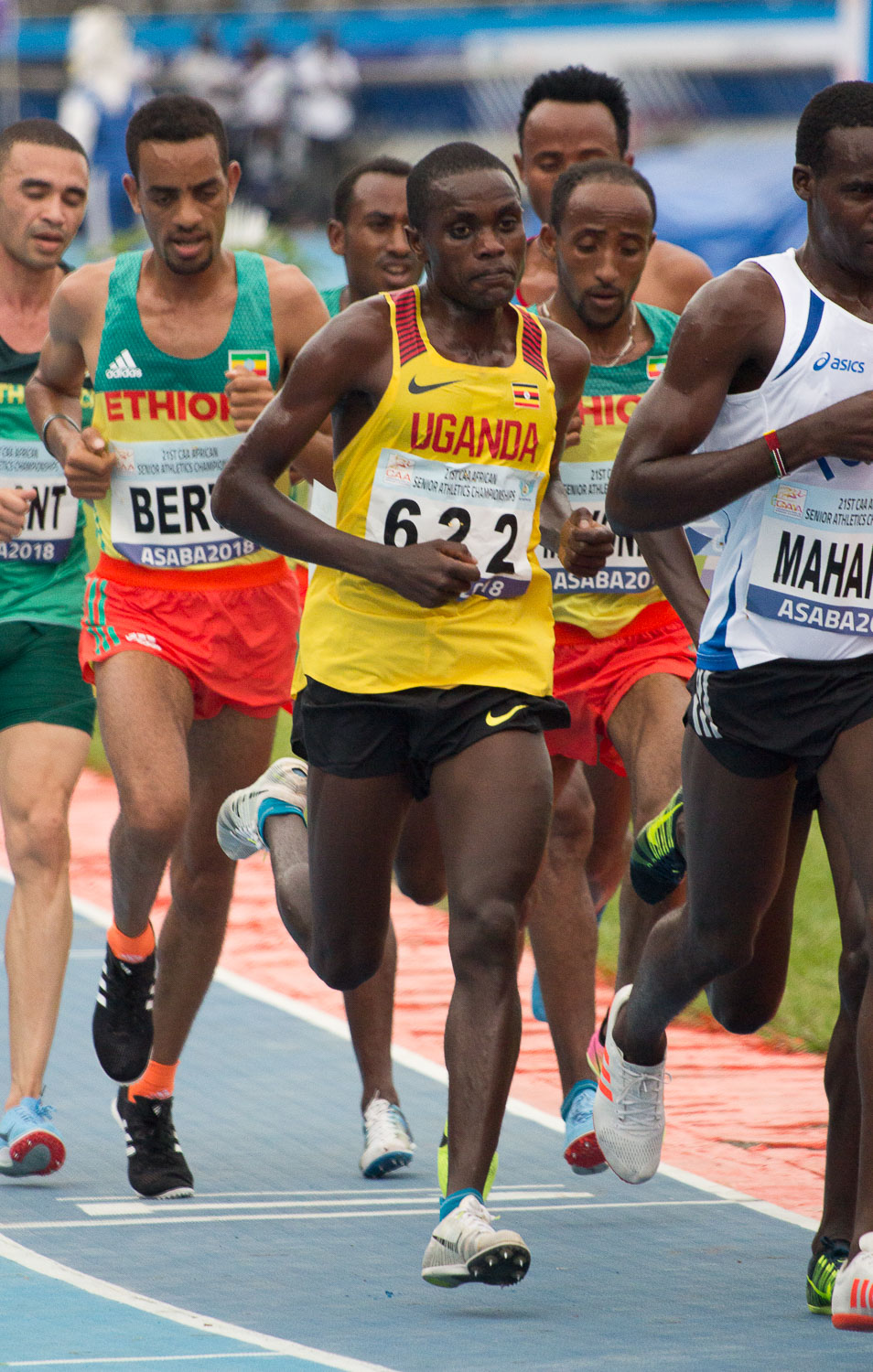
Timothy Toroitich (gelbes Trikot) – Rang acht

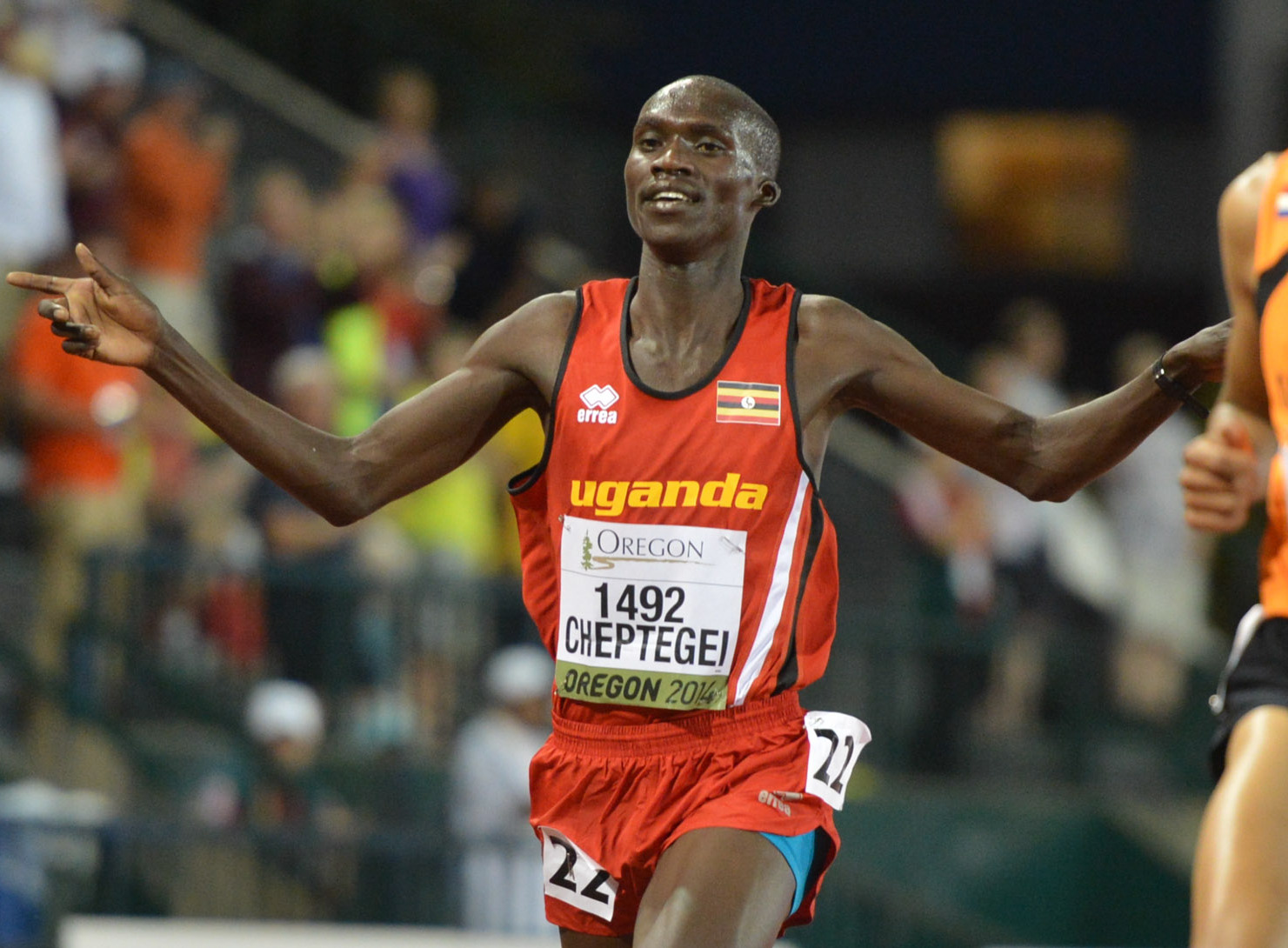
Der neuntplatzierte Joshua Cheptegei
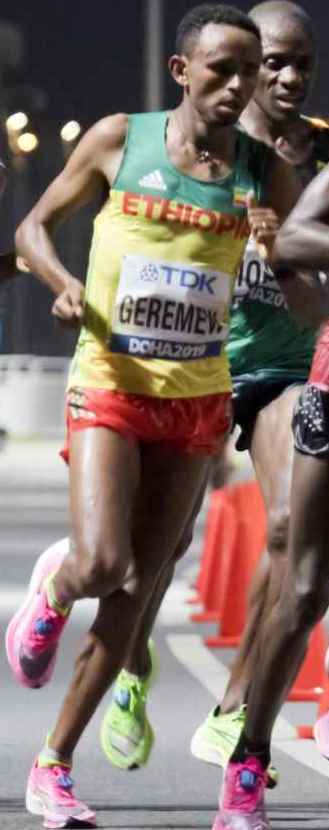
Mosinet Geremew – Rang elf
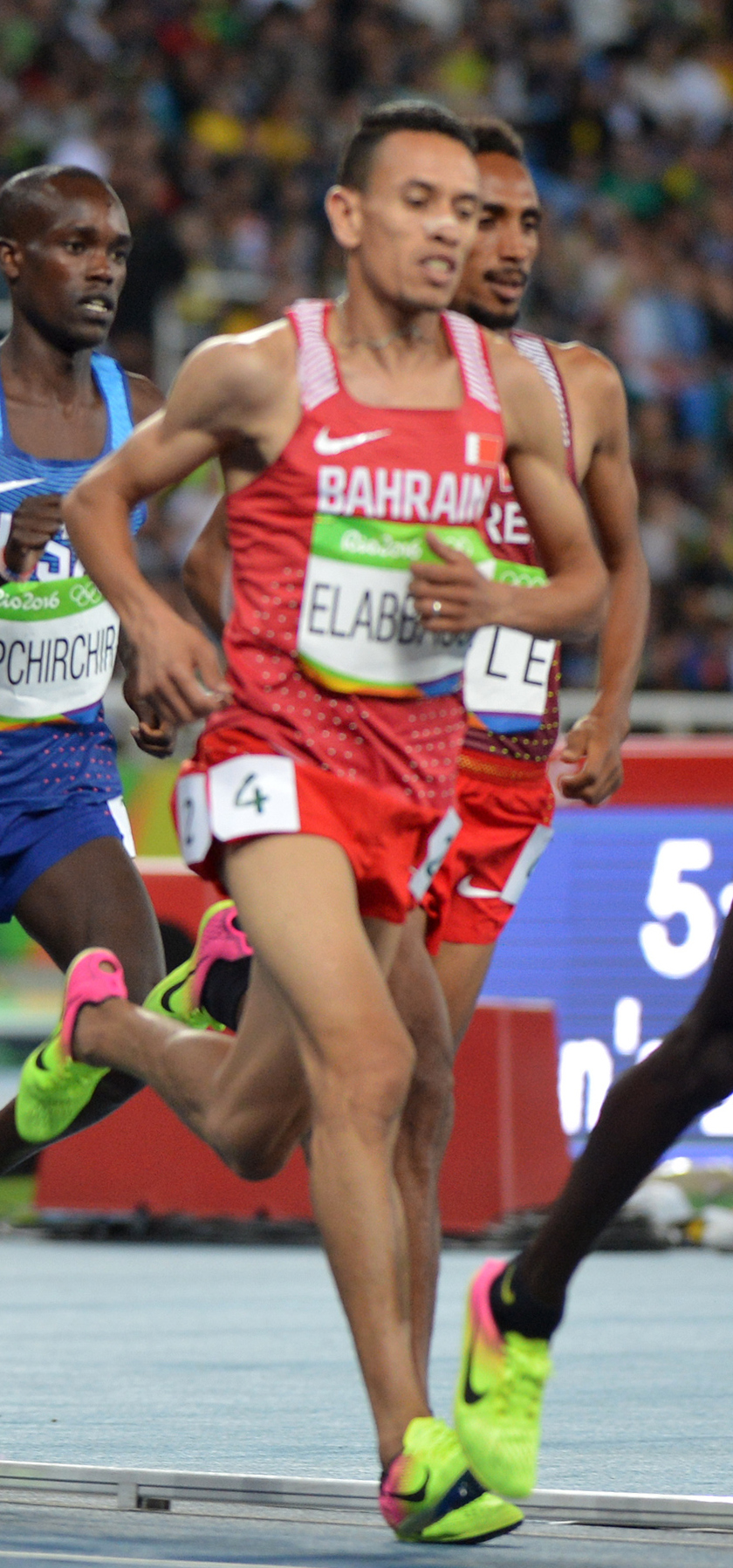
El Hassan el-Abassi wurde Zwölfter
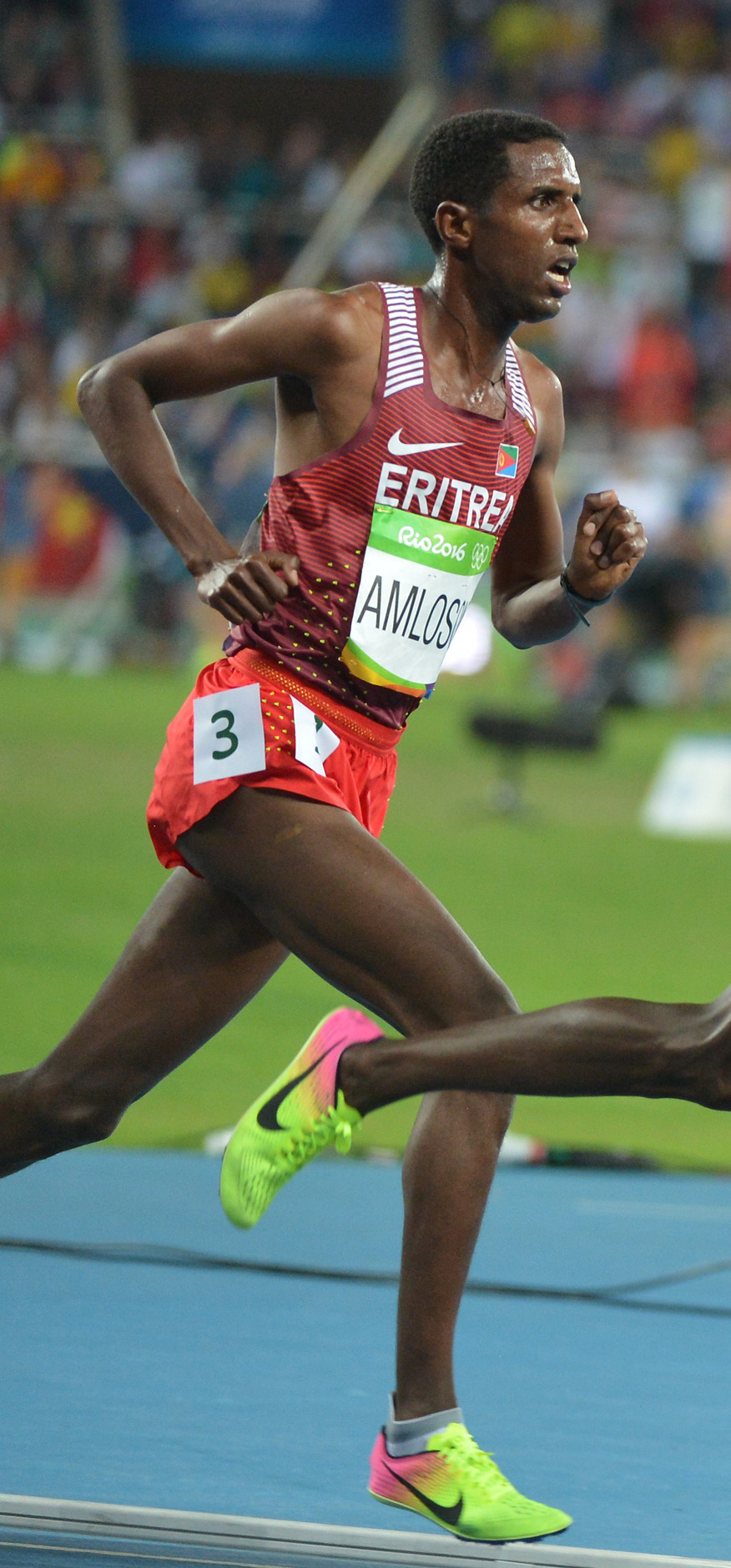
Nguse Amlosom – Rang dreizehn
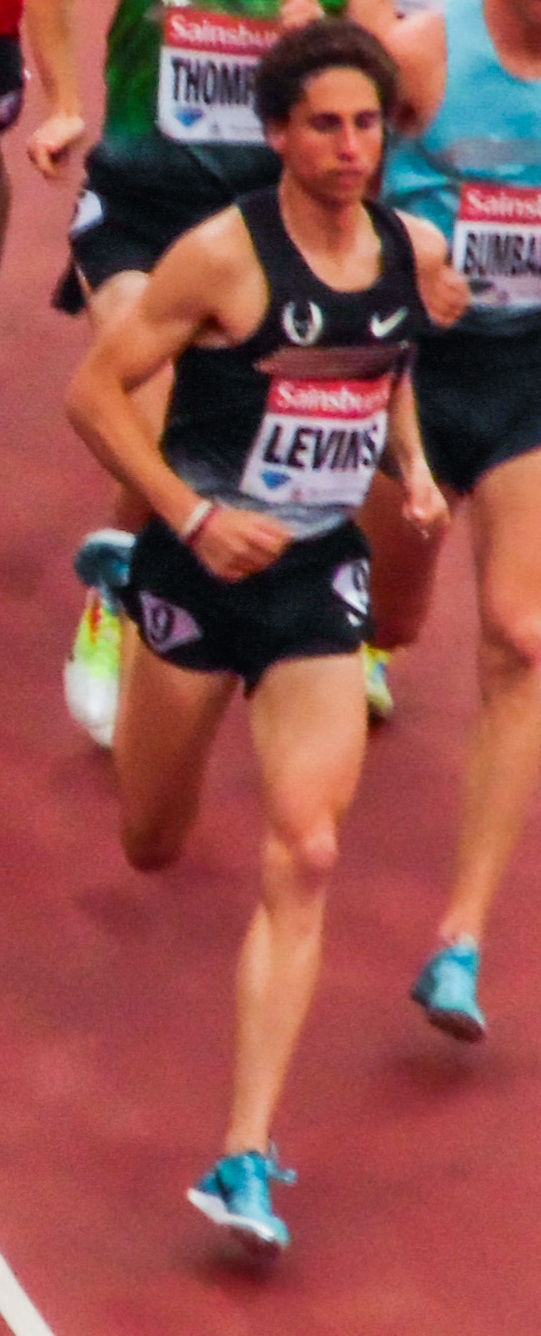
Cameron Ldevins belegte Rang vierzehn
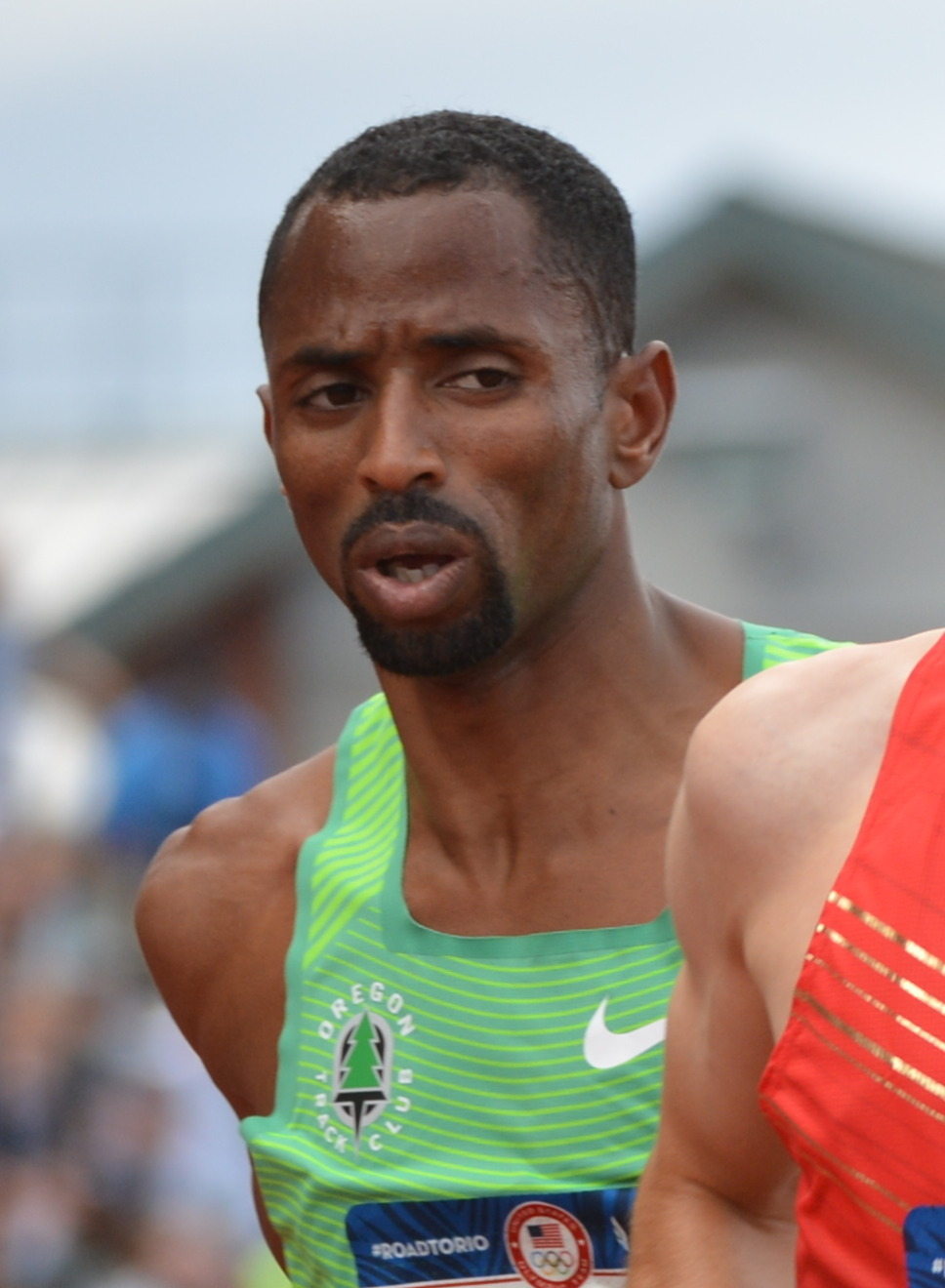
Hassan Mead erreichte Platz fünfzehn

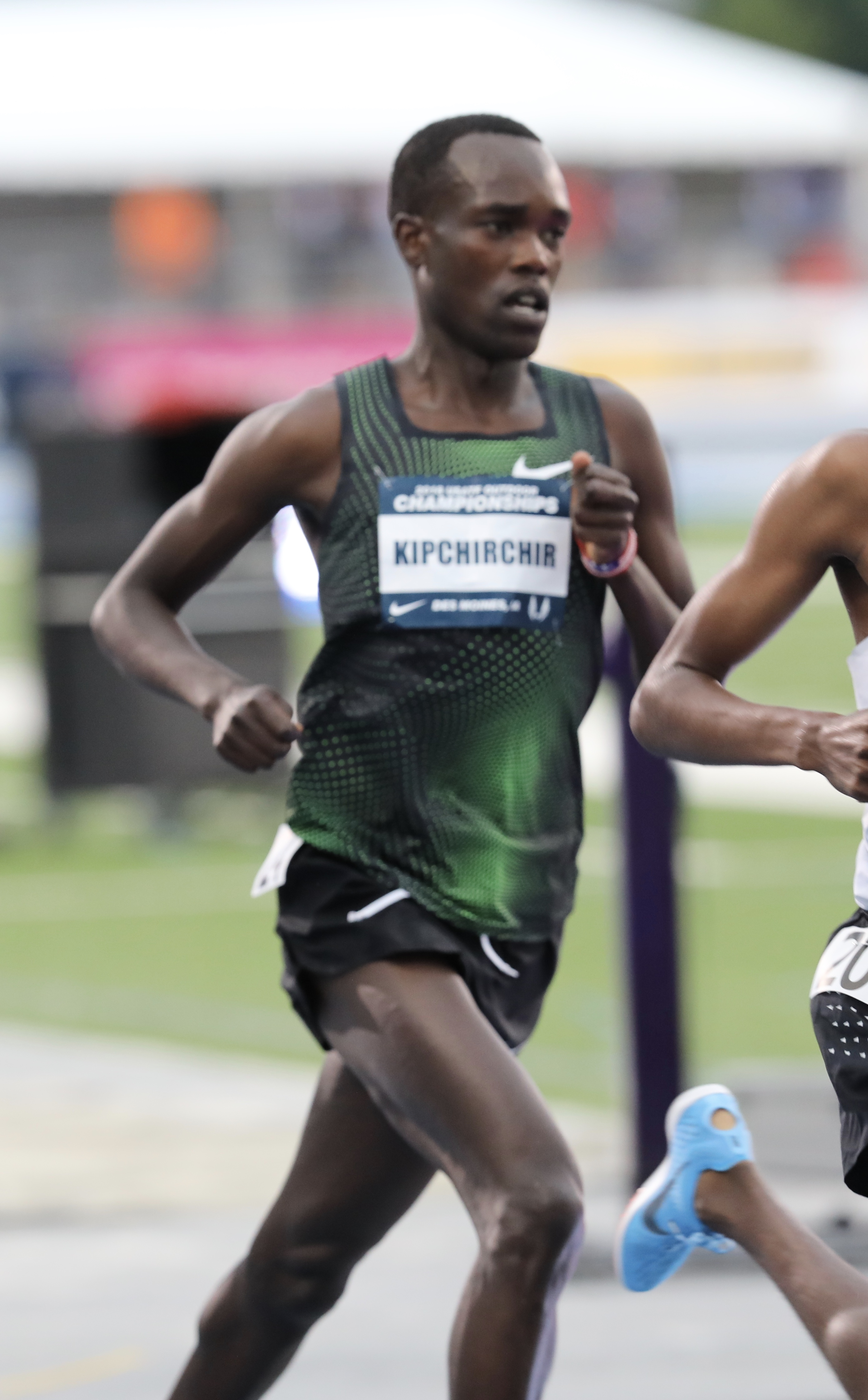
Shadrack Kipchirchir kam auf den sechzehnten Platz
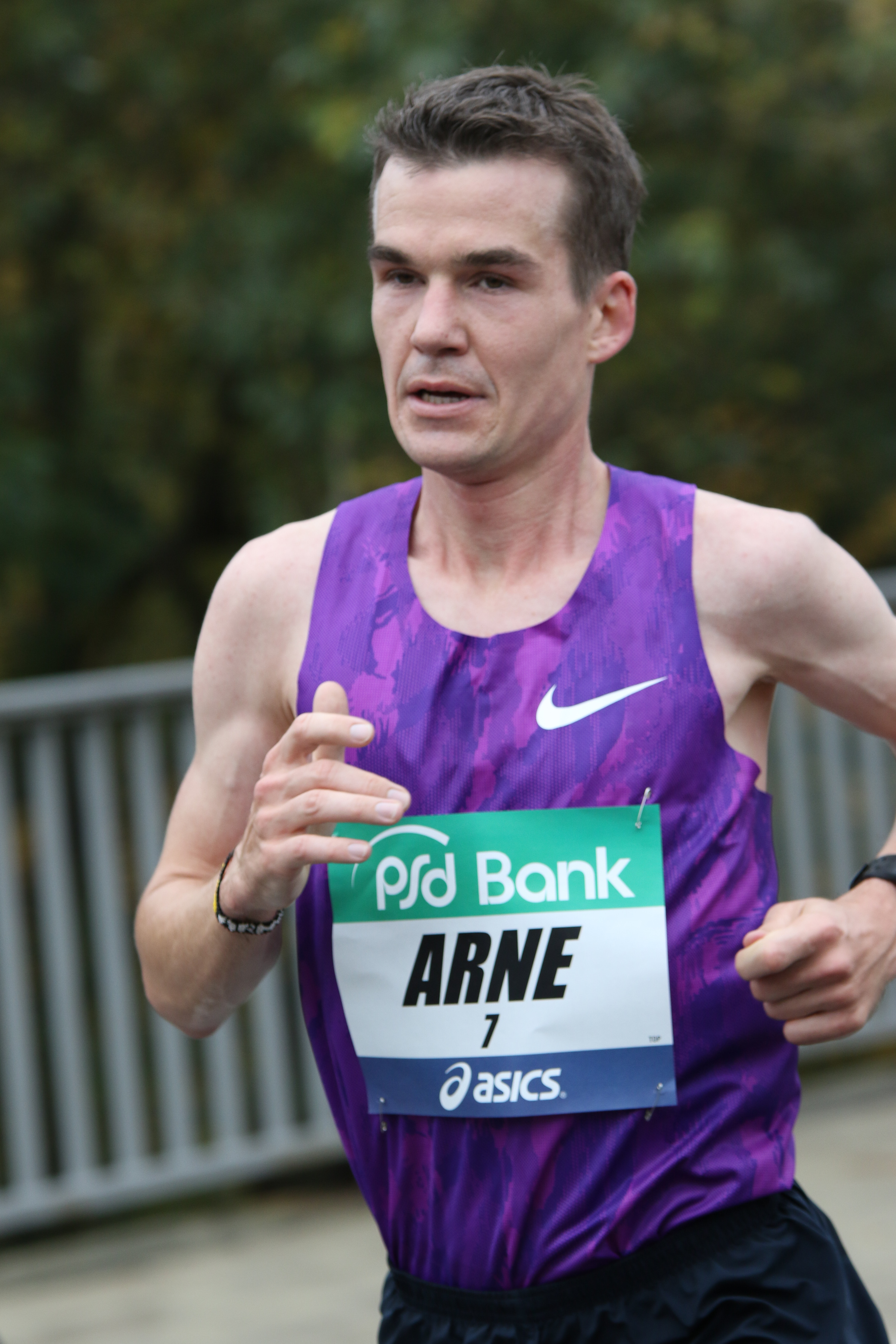
Arne Gabius wurde Siebzehnter
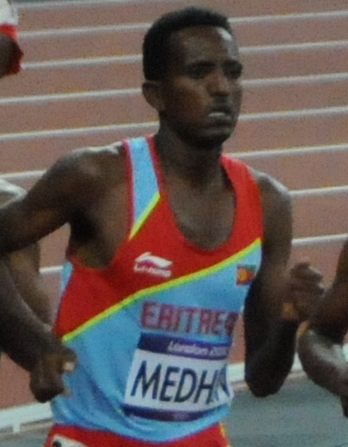
Rang neunzehn für Teklemariam Medhin
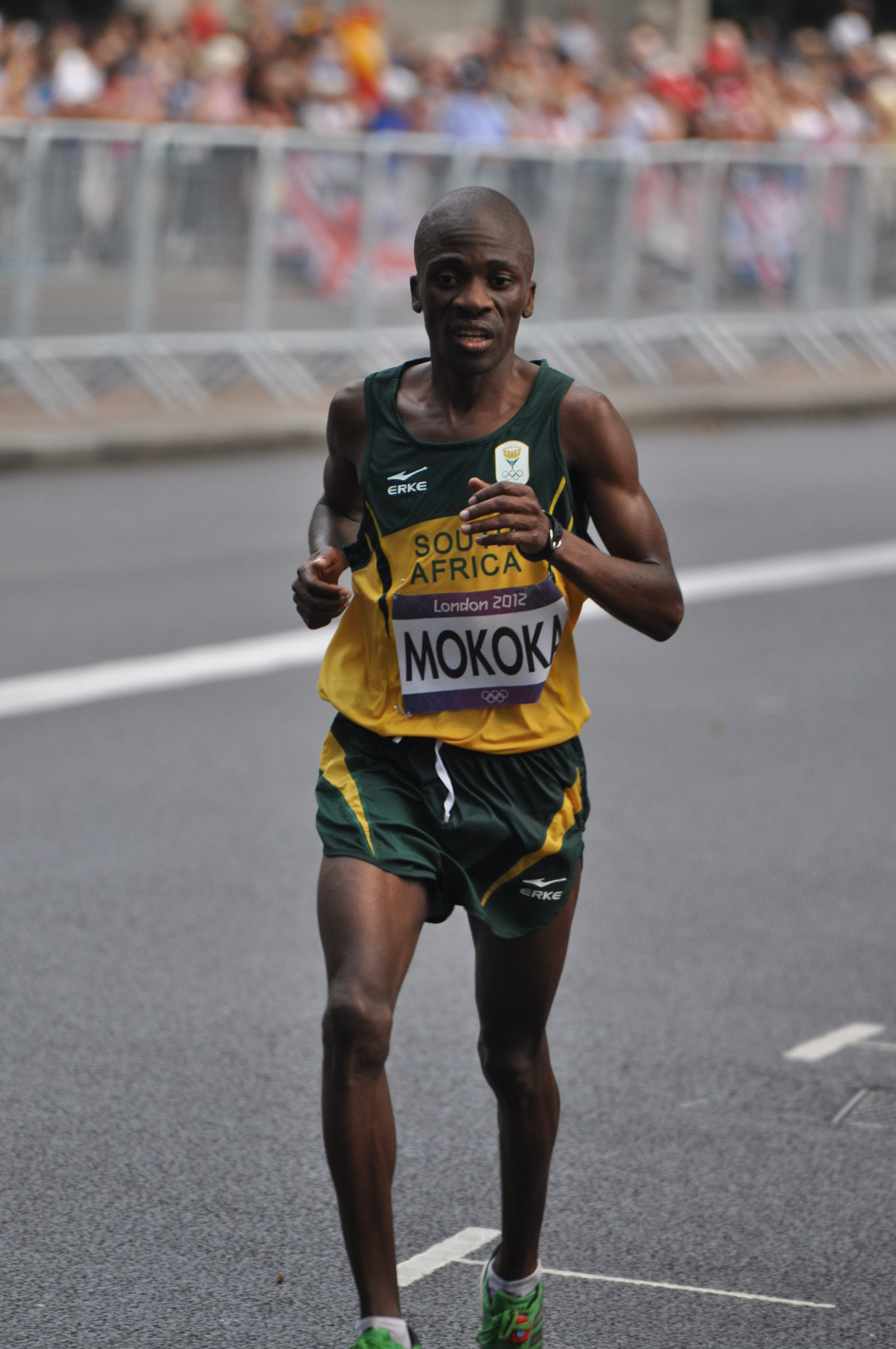
Stephen Mokoka belegte Rang zwanzig
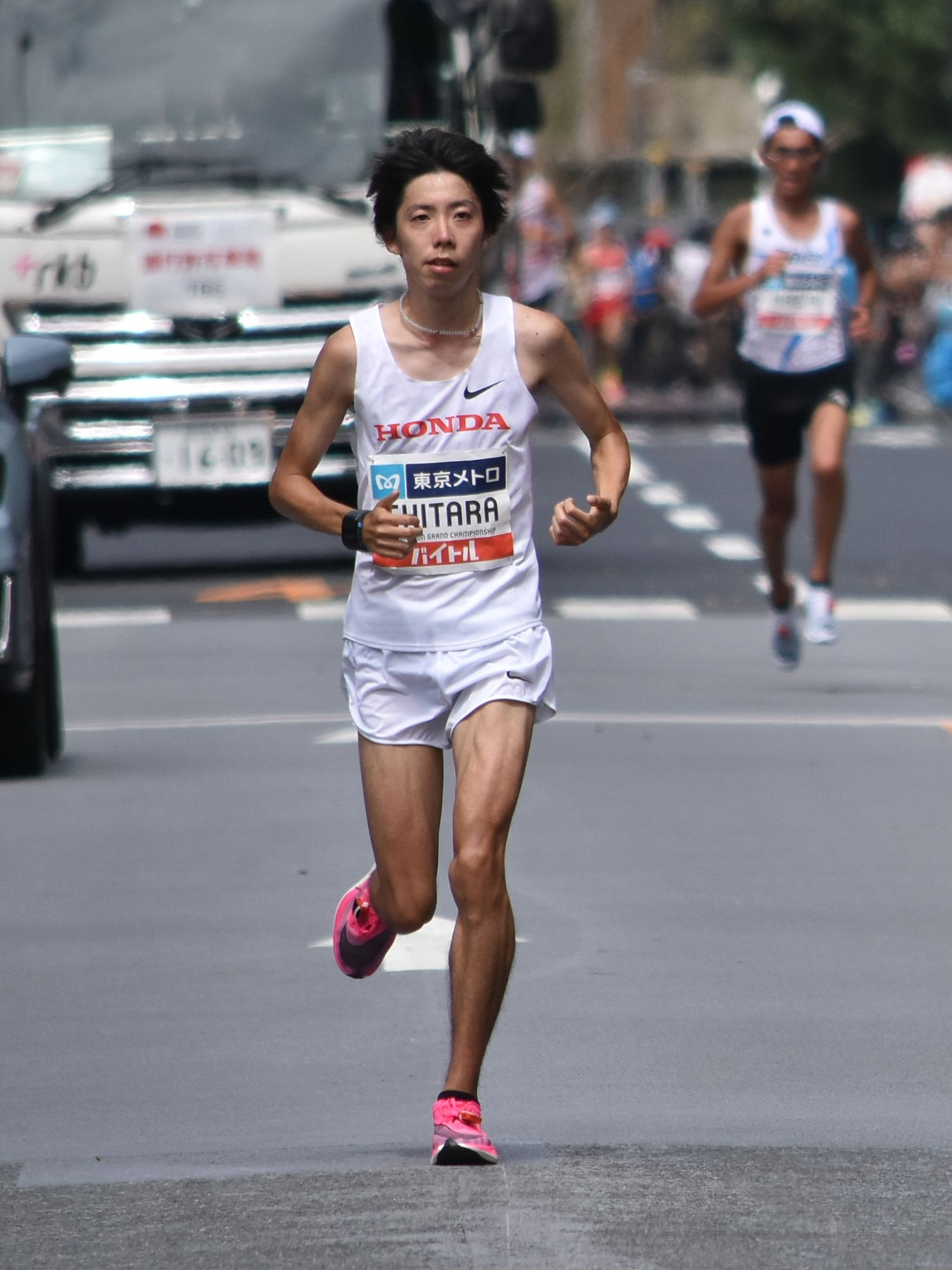
Yūta Shitara – Rang 23
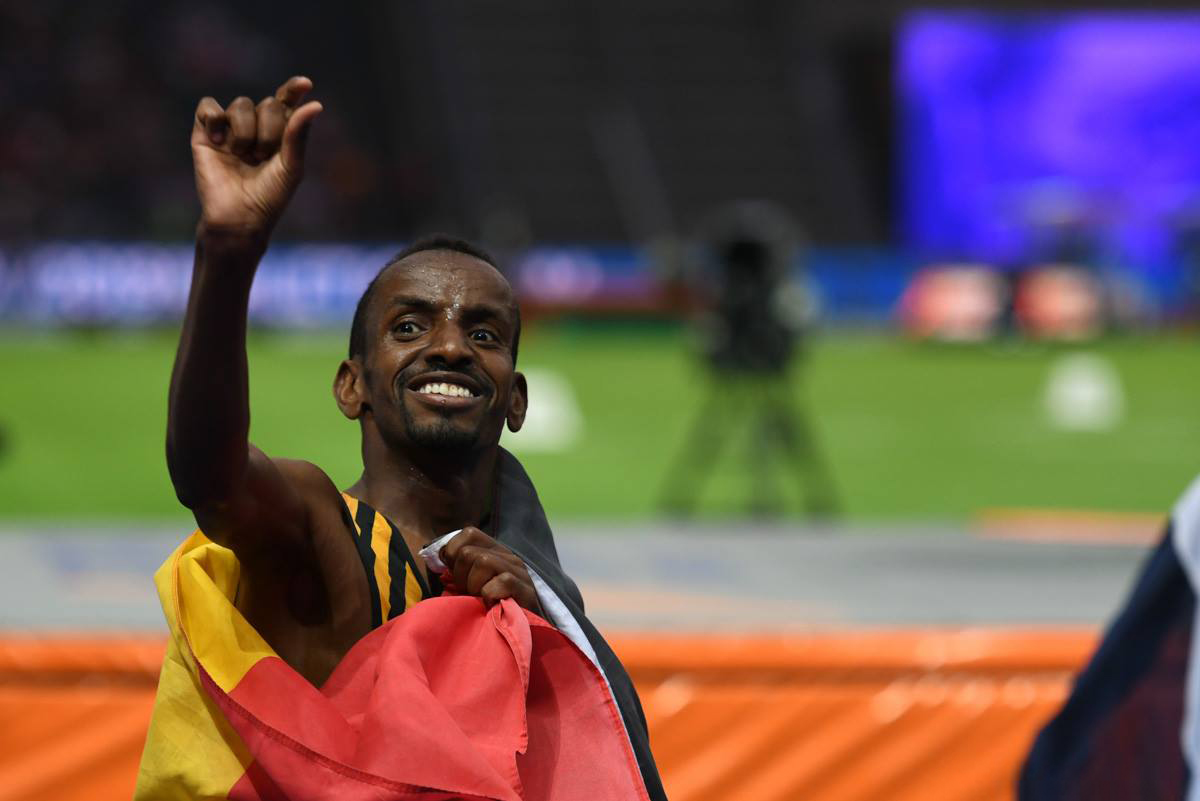
Bashir Abdi gab das Rennen auf
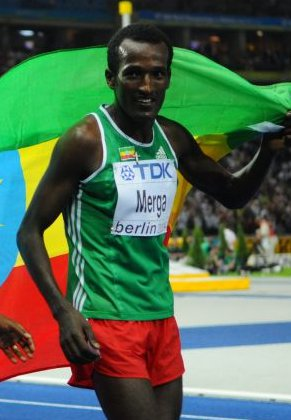
Imane Merga – Rennen aufgegeben